# Episodi di Spike Team (terza stagione)

Una scena della terza stagione.

La terza stagione della serie animata Spike Team è stata trasmessa su Rai Gulp dall'8 maggio al 20 maggio 2018.
| Nº | Titolo                        | Prima TV       |
| -- | ----------------------------- | -------------- |
| 1  | Sette                         | 8 maggio 2018  |
| 2  | Susan                         | 8 maggio 2018  |
| 3  | Ann Mary                      | 9 maggio 2018  |
| 4  | Patty                         | 9 maggio 2018  |
| 5  | Vicky                         | 10 maggio 2018 |
| 6  | Beth                          | 10 maggio 2018 |
| 7  | Franci                        | 11 maggio 2018 |
| 8  | Jo                            | 11 maggio 2018 |
| 9  | Lucky                         | 12 maggio 2018 |
| 10 | Terra                         | 12 maggio 2018 |
| 11 | Legate                        | 13 maggio 2018 |
| 12 | L'olimpiade ha inizio         | 13 maggio 2018 |
| 13 | Una vera squadra              | 14 maggio 2018 |
| 14 | Thai indigesto                | 14 maggio 2018 |
| 15 | Il girone si chiude           | 15 maggio 2018 |
| 16 | Zodiaco                       | 15 maggio 2018 |
| 17 | Buon divertimento, Spike!     | 16 maggio 2018 |
| 18 | Divise                        | 16 maggio 2018 |
| 19 | La scelta di Jo               | 17 maggio 2018 |
| 20 | Fantasmi                      | 17 maggio 2018 |
| 21 | Un altro pianeta              | 18 maggio 2018 |
| 22 | Alchimie di squadra           | 18 maggio 2018 |
| 23 | Davide vs Golia               | 19 maggio 2018 |
| 24 | 7 vestali                     | 19 maggio 2018 |
| 25 | Le leonesse scendono in campo | 20 maggio 2018 |
| 26 | Spike Team                    | 20 maggio 2018 |